# Saggio marginale di sostituzione tecnica
In economia, il saggio marginale di sostituzione tecnica (abbreviato con SMST o MRTS - in inglese Marginal Rate of Technical Substitution) indica in che misura un fattore produttivo può essere sostituito con un altro, ovvero a quante unità di un fattore produttivo è possibile rinunciare - mantenendo lo stesso livello di output - dato l'aumento unitario dell'altro fattore produttivo. Tale saggio è uguale alla pendenza dell'isoquanto.
Con la notazione {\displaystyle SMST_{x_{1},x_{2}}} si intende la riduzione del fattore produttivo {\displaystyle x_{2}} necessaria a mantenere invariata la produzione, dato un aumento unitario del fattore di produzione {\displaystyle x_{1}}.
Formalmente, data una funzione di produzione {\displaystyle Y=f(x_{1},x_{2})}, il saggio marginale di sostituzione del primo fattore con il secondo è:
{\displaystyle SMST_{x_{1},x_{2}}=-{\frac {dx_{2}}{dx_{1}}}}
Si può dimostrare che il saggio marginale di sostituzione tecnica è uguale al rapporto inverso tra le produttività marginali dei fattori. Infatti, il differenziale totale della funzione di produzione è:
{\displaystyle dY=dx_{1}{\frac {\partial Y}{\partial x_{1}}}+dx_{2}{\frac {\partial Y}{\partial x_{2}}}}
Lungo un isoquanto il differenziale totale è nullo (la quantità di output è costante); risolvendo quindi rispetto a dx2/dx1 si ha:
{\displaystyle -{\frac {dx_{2}}{dx_{1}}}={\frac {\partial Y/\partial x_{1}}{\partial Y/\partial x_{2}}}}
In concorrenza perfetta, inoltre, il rapporto tra le produttività marginali è uguale al rapporto tra i prezzi dei fattori; si ha quindi:
{\displaystyle SMST_{x_{1},x_{2}}=-{\frac {dx_{2}}{dx_{1}}}={\frac {\partial Y/\partial x_{1}}{\partial Y/\partial x_{2}}}={\frac {p_{1}}{p_{2}}}}
Il saggio marginale di sostituzione tecnica presenta un serio difetto, in quanto dipende dalle unità di misura dei fattori. Una misura migliore della facilità di sostituzione tra fattori è fornita dall'elasticità di sostituzione, che è un numero puro.